# Clarissa
Clarissa är en amerikansk TV-serie som sänts i SVT:s sommarlovsprogram med start 1993, och senare i Nickelodeon. Serien visades första gången mellan 1991 och 1994 (5 säsonger, 65 avsnitt) i USA under namnet Clarissa explains it all.  
Melissa Joan Hart spelar huvudrollen Clarissa Darling - en smart och ganska sarkastisk tjej med typiska tonårsproblem och färgglada kläder. I familjen Darling ingår också Clarissas jobbiga lillebror Ferguson (Jason Zimbler), mamma Janet (Elizabeth Hess) och pappa Marshall (Joe O'Connor). Bästa kompisen heter Sam (Sean O'Neil) och gör oftast entré genom Clarissas fönster. Familjen bor i en småstad någonstans i Ohio.
Serien nominerades för en Emmy Award 1994.

## Rollista i urval
- Melissa Joan Hart - Clarissa Darling
- Jason Zimbler - Ferguson
- Elizabeth Hess - Janet
- Joe O'Connor - Marshall
- Sean O'Neil - Sam